# Renty
Renty és un municipi francès situat al departament del Pas de Calais i a la regió dels Alts de França. L'any 2007 tenia 525 habitants.

## Demografia

### Població
El 2007 la població de fet de Renty era de 525 persones. Hi havia 200 famílies de les quals 55 eren unipersonals (35 homes vivint sols i 20 dones vivint soles), 63 parelles sense fills, 74 parelles amb fills i 8 famílies monoparentals amb fills.
La població ha evolucionat segons el següent gràfic:
Habitants censats

### Habitatges
El 2007 hi havia 245 habitatges, 206 eren l'habitatge principal de la família, 20 eren segones residències i 19 estaven desocupats. 238 eren cases i 2 eren apartaments. Dels 206 habitatges principals, 155 estaven ocupats pels seus propietaris, 43 estaven llogats i ocupats pels llogaters i 8 estaven cedits a títol gratuït; 5 tenien dues cambres, 24 en tenien tres, 44 en tenien quatre i 132 en tenien cinc o més. 201 habitatges disposaven pel capbaix d'una plaça de pàrquing. A 92 habitatges hi havia un automòbil i a 96 n'hi havia dos o més.

### Piràmide de població
La piràmide de població per edats i sexe el 2009 era:
| Homes | Edats   | Dones |
| ----- | ------- | ----- |
| 0     | 95 o +  | 0     |
| 0     | 90 a 94 | 0     |
| 0     | 85 a 89 | 4     |
| 4     | 80 a 84 | 8     |
| 12    | 75 a 79 | 8     |
| 8     | 70 a 74 | 8     |
| 12    | 65 a 69 | 12    |
| 8     | 60 a 64 | 16    |
| 4     | 55 a 59 | 8     |
| 16    | 50 a 54 | 16    |
| 8     | 45 a 49 | 8     |
| 12    | 40 a 44 | 4     |
| 24    | 35 a 39 | 20    |
| 24    | 30 a 34 | 20    |
| 12    | 25 a 29 | 16    |
| 4     | 20 a 24 | 24    |
| 8     | 15 a 19 | 12    |
| 8     | 10 a 14 | 16    |
| 0     | 5 a 9   | 8     |
| 8     | 0 a 4   | 16    |

## Economia
El 2007 la població en edat de treballar era de 314 persones, 226 eren actives i 88 eren inactives. De les 226 persones actives 206 estaven ocupades (121 homes i 85 dones) i 20 estaven aturades (4 homes i 16 dones). De les 88 persones inactives 31 estaven jubilades, 24 estaven estudiant i 33 estaven classificades com a «altres inactius».

### Ingressos
El 2009 a Renty hi havia 208 unitats fiscals que integraven 533 persones, la mediana anual d'ingressos fiscals per persona era de 15.813 €.

### Activitats econòmiques
Dels 14 establiments que hi havia el 2007, 2 eren d'empreses de fabricació d'altres productes industrials, 4 d'empreses de construcció, 2 d'empreses de comerç i reparació d'automòbils, 3 d'empreses d'hostatgeria i restauració, 1 d'una empresa immobiliària, 1 d'una empresa de serveis i 1 d'una empresa classificada com a «altres activitats de serveis».
Dels 6 establiments de servei als particulars que hi havia el 2009, 1 era un paleta, 1 fusteria, 1 electricista, 1 empresa de construcció, 1 restaurant i 1 agència immobiliària.
L'any 2000 a Renty hi havia 19 explotacions agrícoles que ocupaven un total de 1.036 hectàrees.

## Equipaments sanitaris i escolars
El 2009 hi havia una escola elemental integrada dins d'un grup escolar amb les comunes properes formant una escola dispersa.

## Poblacions més properes
El següent diagrama mostra les poblacions més properes.